# 海陵镇
海陵镇，是中华人民共和国广东省阳江市江城区下辖的一个乡镇级行政单位。

## 行政区划
海陵镇下辖以下地区：
白圩社区、麻礼村、北洋村、北汀村、北极村、南村、丹济村、那洋村、下朗村、双丰村、新盐村、石塘村、观堂村、雪流村、那拿村、白蒲村、平兰村、平章村和山白村。